# Nikola Tomašić

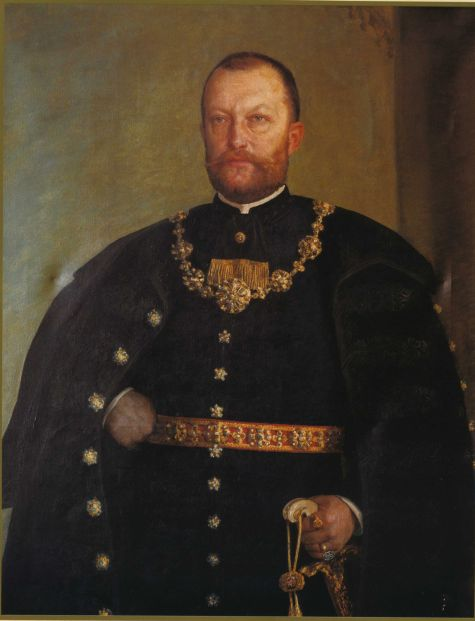
Nikola Tomašić

Nikola Tomašić (ungar.: Tomassich Miklós oder Tomasics Miklós, deutsch: Nikolaus von Tomasic, * 13. Januar 1864 in Agram; † 29. Mai 1918 in Treščerovac nahe Ozalj) war ein kroatischer Politiker und Ban (Vizekönig) von Kroatien und Slawonien sowie Dalmatien in der Habsburgermonarchie vom 5. Februar 1910 bis zum 19. Januar 1912.

## Leben
Nikola Tomašić entstammte einer kroatischen Adelsfamilie. Der Sohn des Rechtsanwalts und Septemvirs Josip Tomašić (1821–1876) und der Emilija Tomašić geb. Šufflay (1840–1876) studierte an den Universitäten in Agram und Budapest Rechtswissenschaften und promovierte 1887 in Agram. Er trat in den kroatisch-slawonischen Landesdienst ein und wurde 1890 Sekretär des kroatisch-slawonisch-dalmatinischen Ministeriums in Budapest. 1892 wurde er Professor für Nationalökonomie an der Universität Agram. Von Juni bis November 1903 war er Minister für Kroatien, Slawonien und Dalmatien in Budapest.
Als Abgeordneter saß er  von 1887 bis 1906 im Sabor für die Kroatische Volkspartei (Narodna stranka). Er war deren Vorsitzender von 1903 bis 1906, bis sich die Partei in großen Teilen der Kroatisch-Serbischen Koalition anschloss. Nach dem Machtantritt von Károly Khuen-Héderváry in Ungarn   wurde er am 5. Februar 1910 zum Ban von Kroatien, Slawonien und Dalmatien ernannt. Er erreichte im Zusammenwirken mit der Kroatisch-Serbischen Koalition ein neues Wahlgesetz, das eine Senkung des Wahlzensus und eine Erhöhung der Wahlberechtigten mit sich brachte. 1911 initiierte er auch die Gründung eines Lehrstuhls für kroatische Rechtsgeschichte an der Universität Agram und überließ seine rund 30.000 Titel umfassende Bibliothek der Universität. Tomašić war in seiner Position als Ban ständig zu Kompromissen der widerstreitenden Parteien gezwungen und verlor schnell die Unterstützung sowohl der Kroatisch-Serbischen Koalition als auch der ungarischen Seite. Er musste um Auflösung des Sabors ersuchen, sodass es im Dezember 1911 zu Neuwahlen kam. Seine neu gegründete Partei (Stranka narodnog napretka) erreichte nur 18 Mandate im Sabor, so dass Tomašić am 19. Januar 1912 als Ban zurücktrat und er sich aus der Politik zurückzog.
Er starb am 29. Mai 1918 in Treščerovac nahe Ozalj.

## Werke
- Nikola Tomašić: Temelji državnoga prava Hrvatskoga kraljevstva (Fundamenta juris publici Regni Croatiae) in: Vjesnik kr. hrvatsko-slavonsko-dalmatinskoga zemaljskog arkiva 11, 1909

- Nikolaus von Tomasic: Fundamente des Staatsrechts des Königreiches Kroatien (Fundamenta iuris publici regni Croatiae), Königl. Landesdruckerei, 1918